# Liste der Baudenkmale in Rötgesbüttel
In der Liste der Baudenkmale in Rötgesbüttel sind alle Baudenkmale der niedersächsischen Gemeinde Rötgesbüttel aufgelistet. Die Quelle der Baudenkmale ist der Denkmalatlas Niedersachsen. Der Stand der Liste ist der 10. Januar 2023.

## Allgemein
In den Spalten befinden sich folgende Informationen:
- Lage: die Adresse des Baudenkmales und die geographischen Koordinaten. Kartenansicht, um Koordinaten zu setzen. In der Kartenansicht sind Baudenkmale ohne Koordinaten mit einem roten Marker dargestellt und können in der Karte gesetzt werden. Baudenkmale ohne Bild sind mit einem blauen Marker gekennzeichnet, Baudenkmale mit Bild mit einem grünen Marker.
- Bezeichnung: Bezeichnung des Baudenkmales
- Beschreibung: die Beschreibung des Baudenkmales. Unter § 3 Abs. 2 NDSchG werden Einzeldenkmale und unter § 3 Abs. 3 NDSchG Gruppen baulicher Anlagen und deren Bestandteile ausgewiesen.
- ID: die Objekt-ID des Baudenkmales
- Bild: ein Bild des Baudenkmales, ggf. zusätzlich mit einem Link zu weiteren Fotos des Baudenkmals im Medienarchiv Wikimedia Commons. Wenn man auf das Kamerasymbol klickt, können Fotos zu Baudenkmalen aus dieser Liste hochgeladen werden:

## Rötgesbüttel

### Gruppe: Kirchhof
Die Gruppe hat die ID 50934064. In Ortsmitte gelegener Kirchhof mit Kirche Sankt Michael und Gefallenendenkmal 1914/1918 an der Dorfstraße 28.

| Lage                        | Bezeichnung    | Beschreibung | ID       | Bild           |
| --------------------------- | -------------- | --- | -------- | -------------- |
| 52° 25′ 1″ N, 10° 31′ 38″ O | St. Michael    | Im Kern kleiner Saalbau in Bruchsteinmauerwerk mit Eckquaderung unter Satteldach, über dem ehemaligen Westgiebel schieferverkleideter Dachreiter mit spitzem Turmhelm. Fassaden mit kleinteiligen Bogenfenstern, im Süden spitzbogige Tür. Im Westen quer angebauter Saal als verputzter Massivbau mit dreiseitigem Chorabschluss unter nach Süden abgewalmten Satteldach. An Langhauswänden pilasterartige Strebepfeiler, dazwischen je zwei rundbogige Sprossenfenster. | 33936454 | Weitere Bilder |
| 52° 25′ 1″ N, 10° 31′ 39″ O | Kriegerdenkmal | | 33936454 | BW             |

### Einzelbaudenkmale
| Lage                                          | Bezeichnung               | Beschreibung | ID       | Bild |
| --------------------------------------------- | ------------------------- | --- | -------- | ---- |
| Alte Heerstraße 5 52° 25′ 1″ N, 10° 31′ 27″ O | Wohn-/ Wirtschaftsgebäude | Eingeschossiger Fachwerkbau mit Quereinfahrt und Ziegelausfachung auf niedrigem Sockel unter Krüppelwalmdach. Kleiner Fachwerkanbau unter Satteldach im Nordosten. | 33936432 | BW   |
| Schierenbalken 3 52° 24′ 46″ N, 10° 31′ 53″ O | Wohn-/ Wirtschaftsgebäude | Zweigeschossiger giebelständiger Wohnteil unter hohen Satteldach mit Halbwalmen. OG mit Fußbändern kragt auf profilierten Knaggen vor. Wohnteil vorgelagert unterkellerter abgeschleppter Anbau in Fachwerk. Langgestreckter eingeschossige Wirtschaftsteil mit außermittiger Längseinfahrt, mit Stallungen und Nebengebäuden unter Dreiviertelwalm teilweise in Fachwerk, östliche Hälfte des Südgiebels sowie anschließende ostseitige Traufwand massiv in Backstein-Sichtmauerwerk ersetzt. Im Südwesten eingeschossiger Stall- und Remisenanbau in Fachwerk und tw. massiv in Backstein mit Ladeluke unter Satteldach. | 33936526 | BW   |
| Schulstraße 11 52° 24′ 57″ N, 10° 31′ 48″ O   | Scheune                   | Fachwerkbau mit außermittiger Längseinfahrt im Osten und Querdurchfahrt im Westen, mit Lehmstein- und Ziegelausfachung unter Krüppelwalmdach. | 33936476 | BW   |
| Schulstraße 12 52° 24′ 58″ N, 10° 31′ 38″ O   | Feuerwehrhaus             | Eingeschossiger verputzter Massivbau mit Quadermauerwerk an Ecken und im Sockelbereich, über quadratischem Grundriss unter Walmdach mit mittigem Dachreiter für den Schlauchturm. Nach Osten zwei Holztore. | 33936551 | BW   |